# Liste des stations du métro de Bilbao
Cet article contient l'ensemble des stations du métro de Bilbao, ville située dans le Pays basque, province de la Biscaye. Ce réseau s'articule sur deux lignes naissant au sud du Grand Bilbao qui forment un tronçon commun jusqu'à la station San Inazio. Après cette station, les lignes se séparent et desservent chacune une rive du Nervion.

## Liste
Dans le premier plan, les stations qui ne sont pas en fonctionnement sont indiquées en petit. Dans le second plan, aucune des stations, excepté Casco Viejo et Moyua, n'est en service.

## Ville de Basauri
Basauri accueille le terminus méridional de la ligne 2.
| Caractéristiques | Caractéristiques | Caractéristiques | Caractéristiques | Caractéristiques                                                               | Caractéristiques                                                               | Caractéristiques | Caractéristiques                                   | Caractéristiques | Image |
| --- | ---------------- | ---------------- | ---------------- | ------------------------------------------------------------------------------ | ------------------------------------------------------------------------------ | ---------------- | -------------------------------------------------- | ---------------- | ----- |
| Les stations sont en zone tarifaire B.0 |                  |                  |                  |                                                                                |                                                                                |                  |                                                    |                  |       |
| Basauri (43° 14′ 12″ N, 2° 53′ 40″ O) |                  |                  |                  |                                                                                |                                                                                |                  |                                                    |                  |       |
| Santurtzi ⇄ Ariz L2 |                  |                  |                  |                                                                                |                                                                                |                  |                                                    |                  |       |
| Ouverture 11/11/2011 | Commune Basauri  | Voies 2          | Quais 2          | Propriétaire Consortium de Transportes de Bizkaia Exploitant Metro Bilbao S.A. | Propriétaire Consortium de Transportes de Bizkaia Exploitant Metro Bilbao S.A. | Aménagements     | Nombre d'entrées Classement 4000 par jour ouvrable |                  |       |
| - Accès : - C/ Gipuzkoa - C/ Bidasoa - C/ Basozelai - Correspondances : - Bizkaibus : A2610, A2611, A3621, A3622, A3641, A3919, A3920 - Autres : - Remarques : |                  |                  |                  |                                                                                |                                                                                |                  |                                                    |                  |       |
| Ariz |                  |                  |                  |                                                                                |                                                                                |                  |                                                    |                  |       |
| Santurtzi ⇄ Etxebarri L2 ⇄ Basauri |                  |                  |                  |                                                                                |                                                                                |                  |                                                    |                  |       |
| Ouverture 28/02/2011 | Commune Basauri  | Voies 2          | Quais 2          | Propriétaire Consortium de Transportes de Bizkaia Exploitant Metro Bilbao S.A. | Propriétaire Consortium de Transportes de Bizkaia Exploitant Metro Bilbao S.A. | Aménagements     | Nombre d'entrées Classement 8000 par jour ouvrable |                  |       |
| - Accès : - C/ Nagusia - C/ Valencia - C/ León - Correspondances : - Bizkaibus : A2610, A2611, A3621, A3622, A3641, A3919, A3920 - Autres : - Remarques :      |                  |                  |                  |                                                                                |                                                                                |                  |                                                    |                  |       |

## Ville de Santurtzi
Santurtzi accueille le terminus septentrional de la ligne 2.
| Caractéristiques | Caractéristiques  | Caractéristiques | Caractéristiques | Caractéristiques                                                               | Caractéristiques                                                               | Caractéristiques | Caractéristiques                             | Caractéristiques | Image |
| --- | ----------------- | ---------------- | ---------------- | ------------------------------------------------------------------------------ | ------------------------------------------------------------------------------ | ---------------- | -------------------------------------------- | ---------------- | ----- |
| La station est en zone tarifaire B.2 |                   |                  |                  |                                                                                |                                                                                |                  |                                              |                  |       |
| Santurtzi (43° 19′ 43″ N, 3° 01′ 48″ O) |                   |                  |                  |                                                                                |                                                                                |                  |                                              |                  |       |
| L2 Peñota ⇄ Basauri |                   |                  |                  |                                                                                |                                                                                |                  |                                              |                  |       |
| Ouverture 04/07/2009 | Commune Santurtzi | Voies 2          | Quais 2          | Propriétaire Consortium de Transportes de Bizkaia Exploitant Metro Bilbao S.A. | Propriétaire Consortium de Transportes de Bizkaia Exploitant Metro Bilbao S.A. | Aménagements     | Nombre d'entrées Classement 2 759 124 (2011) |                  |       |
| - Accès : - C/ Maestro Calles Kalea (sortie Maestro Calles) - C/ Las Viñas / Mahastiak (sortie Las Viñas - Kabiezes Bus) - Parque Gernika Parkea - Place Virgen del Mar (sortie Mamariga) - Place Virgen del Mar (sortie Mamariga) - Av. Antonio Alzaga, rotonda (Autobús lanzadera Kabiezes - Metro Santurtzi - Kabiezes) - Correspondances : - Bizkaibus : A2315, A3115, A3129, A3135, A3142, A3321, A3332, A3333, A3334, A3335 - Autres : Navette du Métro Santurtzi - Kabiezes - Remarques : |                   |                  |                  |                                                                                |                                                                                |                  |                                              |                  |       |

## Ville d'Etxebarri
Cette municipalité ne compte qu'une seule et unique station du métro sur son territoire. Une seconde, destinée à la ligne 3, en réalité sert déjà à la desserte EuskoTren devrait voir le jour en 2012.
| Caractéristiques | Caractéristiques       | Caractéristiques      | Caractéristiques                      | Caractéristiques                                                               | Caractéristiques                                                               | Caractéristiques                                                               | Caractéristiques                        | Caractéristiques                                    | Image |
| --- | ---------------------- | --------------------- | ------------------------------------- | ------------------------------------------------------------------------------ | ------------------------------------------------------------------------------ | ------------------------------------------------------------------------------ | --------------------------------------- | --------------------------------------------------- | ----- |
| La station du métro est en zone tarifaire B.0 |                        |                       |                                       |                                                                                |                                                                                |                                                                                |                                         |                                                     |       |
| Etxebarri (43° 14′ 38″ N, 2° 53′ 50″ O) |                        |                       |                                       |                                                                                |                                                                                |                                                                                |                                         |                                                     |       |
| Plentzia ⇄ Bolueta L1 | Plentzia ⇄ Bolueta L1  | Plentzia ⇄ Bolueta L1 | Santurtzi ⇄ Bolueta L2 Ariz ⇄ Basauri | Santurtzi ⇄ Bolueta L2 Ariz ⇄ Basauri                                          | Santurtzi ⇄ Bolueta L2 Ariz ⇄ Basauri                                          | L5 Aperribai ⇄ Usansolo                                                        | L5 Aperribai ⇄ Usansolo                 | L5 Aperribai ⇄ Usansolo                             |       |
| Ouverture 08/01/2005 | Commune Etxebarri      | Voies 2               | Quais 2                               | Propriétaire Consortium de Transportes de Bizkaia Exploitant Metro Bilbao S.A. | Propriétaire Consortium de Transportes de Bizkaia Exploitant Metro Bilbao S.A. | Propriétaire Consortium de Transportes de Bizkaia Exploitant Metro Bilbao S.A. | Aménagements                            | Nombre d'entrées Classement 1 540 178 (2011) 14e/38 |       |
| - Accès : - Correspondances : - Bizkaibus : A2611, A3623 - Autres : Etxebarribus - Remarques : |                        |                       |                                       |                                                                                |                                                                                |                                                                                |                                         |                                                     |       |
| Kukullaga-Etxebarri |                        |                       |                                       |                                                                                |                                                                                |                                                                                |                                         |                                                     |       |
| Matiko ⇄ Otxarkoaga L3 | Matiko ⇄ Otxarkoaga L3 | Basurto ⇄ Bolueta A   | Basurto ⇄ Bolueta A                   | Basurto ⇄ Bolueta A                                                            | Bilbao-Atxuri ⇄ Bolueta 1D Ariz ⇄ Ermua                                        | Bilbao-Atxuri ⇄ Bolueta 1D Ariz ⇄ Ermua                                        | Bilbao-Atxuri ⇄ Bolueta 3 Ariz ⇄ Bermeo | Bilbao-Atxuri ⇄ Bolueta 3 Ariz ⇄ Bermeo             |       |
| Ouverture 08/04/2017 | Commune Etxebarri      | Voies 4               | Quais 4                               | Propriétaire Gouvernement basque Exploitant EuskoTren EuskoTran                | Propriétaire Gouvernement basque Exploitant EuskoTren EuskoTran                | Aménagements                                                                   | Nombre d'entrées Classement             | Nombre d'entrées Classement                         |       |
| - Accès : - Zone Ametzola - Zone Ametzola - Bº San Antonio - Correspondances : - Remarques : Dans l'objectif d'accueillir le terminus sud de la ligne 3 en 2012, la station est en travaux depuis l'été 2009. Il s'agira de la seule station bâtie à ciel ouvert.On attend également une future correspondance avec tramway de Bilbao. |                        |                       |                                       |                                                                                |                                                                                |                                                                                |                                         |                                                     |       |

## Ville de Barakaldo
Cette municipalité compte 4 stations, toutes desservies par la ligne 2
| Caractéristiques | Caractéristiques  | Caractéristiques | Caractéristiques | Caractéristiques                                                               | Caractéristiques                                                               | Caractéristiques                                                               | Caractéristiques | Caractéristiques                                   | Image |
| --- | ----------------- | ---------------- | ---------------- | ------------------------------------------------------------------------------ | ------------------------------------------------------------------------------ | ------------------------------------------------------------------------------ | ---------------- | -------------------------------------------------- | ----- |
| Les stations sont en zone tarifaire B.2 |                   |                  |                  |                                                                                |                                                                                |                                                                                |                  |                                                    |       |
| Gurutzeta/Cruces (43° 16′ 58″ N, 2° 58′ 57″ O) |                   |                  |                  |                                                                                |                                                                                |                                                                                |                  |                                                    |       |
| Santurtzi ⇄ Ansio L2 San Inazio ⇄ Basauri |                   |                  |                  |                                                                                |                                                                                |                                                                                |                  |                                                    |       |
| Ouverture 13/04/2002 | Commune Barakaldo | Voies 2          | Quais 2          | Propriétaire Consortium de Transportes de Bizkaia Exploitant Metro Bilbao S.A. | Propriétaire Consortium de Transportes de Bizkaia Exploitant Metro Bilbao S.A. | Propriétaire Consortium de Transportes de Bizkaia Exploitant Metro Bilbao S.A. | Aménagements     | Nombre d'entrées Classement 3 684 961 (2011) ?e/38 |       |
| - Accès : - Cruces - Hospital (sortie Cruces) - Calle Llano (sortie Llano) - Calle Balejo - Correspondances : - Bizkaibus : A3129, A3136, A3141, A3144, A3471, A3472, A3522 - Autres : - Remarques : |                   |                  |                  |                                                                                |                                                                                |                                                                                |                  |                                                    |       |
| Ansio (43° 17′ 22″ N, 2° 59′ 14″ O) |                   |                  |                  |                                                                                |                                                                                |                                                                                |                  |                                                    |       |
| Santurtzi ⇄ Barakaldo L2 Gurutzeta/Cruces ⇄ Basauri |                   |                  |                  |                                                                                |                                                                                |                                                                                |                  |                                                    |       |
| Ouverture 13/04/2002 | Commune Barakaldo | Voies 2          | Quais 2          | Propriétaire Consortium de Transportes de Bizkaia Exploitant Metro Bilbao S.A. | Propriétaire Consortium de Transportes de Bizkaia Exploitant Metro Bilbao S.A. | Propriétaire Consortium de Transportes de Bizkaia Exploitant Metro Bilbao S.A. | Aménagements     | Nombre d'entrées Classement 1 268 482 (2011) ?e/38 |       |
| - Accès : - Calle (rue) Ansio (sortie BEC) - Intérieur de la station (sortie BEC) - Parking BEC - Correspondances : - Bizkaibus : A3142 - Autres : - Remarques : La station se situe dans la zone d'expansion de Barakaldo, dans un lieu en pleine régénération, où trouvait anciennement une des usines d'AHV, à proximité du BEC (Bilbao Exhibition Centre) une grande foire de démonstrations qui fait valoir parmi ses événements des concerts de musique des plus importants, des foires internationales, des matchs de basket-ball, des congrès, conventions et autres événements. |                   |                  |                  |                                                                                |                                                                                |                                                                                |                  |                                                    |       |
| Barakaldo (43° 17′ 44″ N, 2° 59′ 22″ O) |                   |                  |                  |                                                                                |                                                                                |                                                                                |                  |                                                    |       |
| Santurtzi ⇄ Bagatza L2 Ansio ⇄ Basauri |                   |                  |                  |                                                                                |                                                                                |                                                                                |                  |                                                    |       |
| Ouverture 13/04/2002 | Commune Barakaldo | Voies 2          | Quais 2          | Propriétaire Consortium de Transportes de Bizkaia Exploitant Metro Bilbao S.A. | Propriétaire Consortium de Transportes de Bizkaia Exploitant Metro Bilbao S.A. | Propriétaire Consortium de Transportes de Bizkaia Exploitant Metro Bilbao S.A. | Aménagements     | Nombre d'entrées Classement 3 666 215 (2011) ?e/38 |       |
| - Accès : - Calle Los Fueros (sortie Fueros) - Avda. Euskadi (Palais de Justice) (sortie Avda. Euskadi) - Calle Elcano (sortie Elkano) - Correspondances : - Bizkaibus : A2326, A3131, A3136, A3137, A3139, A3142, A3144, A3338 - Autres : - Remarques : |                   |                  |                  |                                                                                |                                                                                |                                                                                |                  |                                                    |       |
| Bagatza (43° 17′ 57″ N, 2° 59′ 35″ O) |                   |                  |                  |                                                                                |                                                                                |                                                                                |                  |                                                    |       |
| Santurtzi ⇄ Urbinaga L2 Barakaldo ⇄ Basauri |                   |                  |                  |                                                                                |                                                                                |                                                                                |                  |                                                    |       |
| Ouverture 13/04/2002 | Commune Barakaldo | Voies 2          | Quais 2          | Propriétaire Consortium de Transportes de Bizkaia Exploitant Metro Bilbao S.A. | Propriétaire Consortium de Transportes de Bizkaia Exploitant Metro Bilbao S.A. | Propriétaire Consortium de Transportes de Bizkaia Exploitant Metro Bilbao S.A. | Aménagements     | Nombre d'entrées Classement 2 029 195 (2011) ?e/38 |       |
| - Accès : - Pza. Santa Teresa (sortie Sta. Teresa) - Calle Gabriel Aresti (sortie Gabriel Aresti) - Calle Gabriel Aresti (sortie Gabriel Aresti) - Correspondances : - Bizkaibus : A3141, A3142, A3338 - Autres : - Remarques : |                   |                  |                  |                                                                                |                                                                                |                                                                                |                  |                                                    |       |

## Ville de Sestao
Cette municipalité compte 2 stations desservies par la ligne 2.
| Caractéristiques | Caractéristiques | Caractéristiques | Caractéristiques | Caractéristiques                                                               | Caractéristiques                                                               | Caractéristiques                                                               | Caractéristiques | Caractéristiques                                   | Image |
| --- | ---------------- | ---------------- | ---------------- | ------------------------------------------------------------------------------ | ------------------------------------------------------------------------------ | ------------------------------------------------------------------------------ | ---------------- | -------------------------------------------------- | ----- |
| Les stations sont en zone tarifaire B.2 |                  |                  |                  |                                                                                |                                                                                |                                                                                |                  |                                                    |       |
| Urbinaga (43° 18′ 20″ N, 2° 59′ 33″ O) |                  |                  |                  |                                                                                |                                                                                |                                                                                |                  |                                                    |       |
| Santurtzi ⇄ Sestao L2 Bagatza ⇄ Basauri |                  |                  |                  |                                                                                |                                                                                |                                                                                |                  |                                                    |       |
| Ouverture 13/04/2002 | Commune Sestao   | Voies 2          | Quais 2          | Propriétaire Consortium de Transportes de Bizkaia Exploitant Metro Bilbao S.A. | Propriétaire Consortium de Transportes de Bizkaia Exploitant Metro Bilbao S.A. | Propriétaire Consortium de Transportes de Bizkaia Exploitant Metro Bilbao S.A. | Aménagements     | Nombre d'entrées Classement 115 347 (2011) ?e/38   |       |
| - Accès : - Calle Maestro José Kalea - Calle Maestro José Kalea - Correspondances : - Bizkaibus : A3129 - Autres : - Remarques : C'est une gare d'une conception révolutionnaire adaptée à une orographie difficile : à l'air libre, en hauteur sur les voies de la ligne C-1 exploitée par la Renfe Cercanías, en courbe et en côte. |                  |                  |                  |                                                                                |                                                                                |                                                                                |                  |                                                    |       |
| Sestao (43° 18′ 34″ N, 3° 00′ 26″ O) |                  |                  |                  |                                                                                |                                                                                |                                                                                |                  |                                                    |       |
| Santurtzi ⇄ Abatxolo L2 Urbinaga ⇄ Basauri |                  |                  |                  |                                                                                |                                                                                |                                                                                |                  |                                                    |       |
| Ouverture 08/01/2005 | Commune Sestao   | Voies 2          | Quais 2          | Propriétaire Consortium de Transportes de Bizkaia Exploitant Metro Bilbao S.A. | Propriétaire Consortium de Transportes de Bizkaia Exploitant Metro Bilbao S.A. | Propriétaire Consortium de Transportes de Bizkaia Exploitant Metro Bilbao S.A. | Aménagements     | Nombre d'entrées Classement 2 478 597 (2011) ?e/38 |       |
| - Accès : - Plaza de España (Plaza del Kasko), près de la mairie (sortie Kasko) - Gran Via (sortie La Salle) - Plaza Camino Txikito/c/Dr. Fleming (sortie Camino Txikito Bidea) - Plaza del Kasko, près de la mairie (sortie Kasko) - Correspondances : - Bizkaibus : A3129, A3135, A3335 - Autres : - Remarques :                    |                  |                  |                  |                                                                                |                                                                                |                                                                                |                  |                                                    |       |

## Ville de Portugalete
Cette municipalité compte 2 stations desservies par la ligne 2.
| Caractéristiques | Caractéristiques           | Caractéristiques | Caractéristiques | Caractéristiques                                                               | Caractéristiques                                                               | Caractéristiques                                                               | Caractéristiques | Caractéristiques                                   | Image |
| --- | -------------------------- | ---------------- | ---------------- | ------------------------------------------------------------------------------ | ------------------------------------------------------------------------------ | ------------------------------------------------------------------------------ | ---------------- | -------------------------------------------------- | ----- |
| Les stations sont en zone tarifaire B.2 |                            |                  |                  |                                                                                |                                                                                |                                                                                |                  |                                                    |       |
| Abatxolo (43° 18′ 51″ N, 3° 00′ 50″ O) |                            |                  |                  |                                                                                |                                                                                |                                                                                |                  |                                                    |       |
| Santurtzi ⇄ Portugalete L2 Sestao ⇄ Basauri |                            |                  |                  |                                                                                |                                                                                |                                                                                |                  |                                                    |       |
| Ouverture 20/01/2007 | Commune Portugalete, Azeta | Voies 2          | Quais 2          | Propriétaire Consortium de Transportes de Bizkaia Exploitant Metro Bilbao S.A. | Propriétaire Consortium de Transportes de Bizkaia Exploitant Metro Bilbao S.A. | Propriétaire Consortium de Transportes de Bizkaia Exploitant Metro Bilbao S.A. | Aménagements     | Nombre d'entrées Classement 811 564 (2011) ?e/38   |       |
| - Accès : - Azeta, 2 (sortie Azeta) - Calle Los Palangreros, 9 (sortie Los Palangreros) - Calle Abatxolo, 36 - Correspondances : - Bizkaibus : A3115, A3142 - Autres : - Remarques :                                                          |                            |                  |                  |                                                                                |                                                                                |                                                                                |                  |                                                    |       |
| Portugalete (43° 19′ 04″ N, 3° 01′ 14″ O) |                            |                  |                  |                                                                                |                                                                                |                                                                                |                  |                                                    |       |
| Santurtzi ⇄ Peñota L2 Abatxolo ⇄ Basauri |                            |                  |                  |                                                                                |                                                                                |                                                                                |                  |                                                    |       |
| Ouverture 20/01/2007 | Commune Portugalete        | Voies 2          | Quais 2          | Propriétaire Consortium de Transportes de Bizkaia Exploitant Metro Bilbao S.A. | Propriétaire Consortium de Transportes de Bizkaia Exploitant Metro Bilbao S.A. | Propriétaire Consortium de Transportes de Bizkaia Exploitant Metro Bilbao S.A. | Aménagements     | Nombre d'entrées Classement 2 129 064 (2011) ?e/38 |       |
| - Accès : - Calle Maestro Zubeldia, 22 (sortie Maestro Zubeldia) - Calle Carlos VII, 19 (sortie Carlos VII) - Calle Ferdinand Arnoid - Correspondances : - Bizkaibus : A3129, A3135, A3335 - Autres : - Remarques :                           |                            |                  |                  |                                                                                |                                                                                |                                                                                |                  |                                                    |       |
| Peñota (43° 19′ 19″ N, 3° 01′ 28″ O) |                            |                  |                  |                                                                                |                                                                                |                                                                                |                  |                                                    |       |
| Santurtzi L2 Portugalete ⇄ Basauri |                            |                  |                  |                                                                                |                                                                                |                                                                                |                  |                                                    |       |
| Ouverture 04/07/2009 | Commune Portugalete        | Voies 2          | Quais 2          | Propriétaire Consortium de Transportes de Bizkaia Exploitant Metro Bilbao S.A. | Propriétaire Consortium de Transportes de Bizkaia Exploitant Metro Bilbao S.A. | Propriétaire Consortium de Transportes de Bizkaia Exploitant Metro Bilbao S.A. | Aménagements     | Nombre d'entrées Classement 1 339 342 (2011) ?e/38 |       |
| - Accès : - Avenida du Libertador Simón Bolívar (sortie Simón Bolívar) - Avenida Peñota (Galerie commerciale) (sortie Saint Jean de Dieu) - Calle San Juan Bautista (sortie Saint Jean Baptiste) - Correspondances : - Autres : - Remarques : |                            |                  |                  |                                                                                |                                                                                |                                                                                |                  |                                                    |       |

## Ville de Bilbao
| Ligne        | Destination / Provenance | Stations desservies dans la commune | Stations desservies dans la commune | Stations desservies dans la commune | Stations desservies dans la commune | Stations desservies dans la commune | Stations desservies dans la commune | Stations desservies dans la commune | Stations desservies dans la commune | Stations desservies dans la commune | Stations desservies dans la commune | Stations desservies dans la commune | Destination / Provenance |
| ------------ | ------------------------ | ----------------------------------- | ----------------------------------- | ----------------------------------- | ----------------------------------- | ----------------------------------- | ----------------------------------- | ----------------------------------- | ----------------------------------- | ----------------------------------- | ----------------------------------- | ----------------------------------- | ------------------------ |
| L1           | Plentzia                 | San Inazio                          | Sarriko                             | Deusto                              | San Mamés                           | Indautxu                            | Moyua                               | Abando                              | Casco Viejo                         | Santutxu                            | Basarrate                           | Bolueta                             | Etxebarri                |
| L2           | Santurtzi                | San Inazio                          | Sarriko                             | Deusto                              | San Mamés                           | Indautxu                            | Moyua                               | Abando                              | Casco Viejo                         | Santutxu                            | Basarrate                           | Bolueta                             | Basauri                  |
| L3           | Terminus                 | Matiko                              | Uribarri                            | Uribarri                            | Casco Viejo                         | Casco Viejo                         | Zurbaranbarri                       | Zurbaranbarri                       | Txurdinaga                          | Txurdinaga                          | Otxarkoaga                          | Otxarkoaga                          | Kukullagako              |
| L4 à l'étude | Terminus                 | Matiko                              | Unibertsitatea                      | Unibertsitatea                      | Plaza Euskadi                       | Plaza Euskadi                       | Moyua                               | Zabalburu                           | Zabalburu                           | Irala                               | Irala                               | Rekalde                             | Terminus                 |

### Tronc commun L1 et L2
| Caractéristiques | Caractéristiques                                | Caractéristiques                                | Caractéristiques                                | Caractéristiques | Caractéristiques | Caractéristiques                                  | Caractéristiques                                   | Caractéristiques                                   | Images |
| --- | ----------------------------------------------- | ----------------------------------------------- | ----------------------------------------------- | --- | --- | ------------------------------------------------- | -------------------------------------------------- | -------------------------------------------------- | --- |
| Les stations sont en zone tarifaire A |                                                 |                                                 |                                                 | | |                                                   |                                                    |                                                    | |
| Bolueta |                                                 |                                                 |                                                 | | |                                                   |                                                    |                                                    | |
| Plentzia ⇄ Basarrate L1 Etxebarri | Plentzia ⇄ Basarrate L1 Etxebarri               | Santurtzi ⇄ Basarrate L2 Etxebarri ⇄ Basauri    | Santurtzi ⇄ Basarrate L2 Etxebarri ⇄ Basauri    | La Casilla ⇄ Bilbao-Atxuri A San Antonio                                                                               | Bilbao-Atxuri ⇄ 1D San Antonio ⇄ Ermua                                                                                 | Bilbao-Atxuri ⇄ 1D San Antonio ⇄ Ermua            | Bilbao-Atxuri ⇄ 3 San Antonio ⇄ Bermeo             | Bilbao-Atxuri ⇄ 3 San Antonio ⇄ Bermeo             | |
| Ouverture 05/07/1997 | Commune Bilbao, Bolueta                         | Voies 4                                         | Quais 4                                         | Propriétaire Consortium de Transportes de Bizkaia Gouvernement basque Exploitant Metro Bilbao S.A. EuskoTren EuskoTran | Propriétaire Consortium de Transportes de Bizkaia Gouvernement basque Exploitant Metro Bilbao S.A. EuskoTren EuskoTran | Aménagements                                      | Nombre d'entrées Classement 1 321 891 (2011) ?e/38 | Nombre d'entrées Classement 1 321 891 (2011) ?e/38 | |
| - Accès : - C/ Camino Otxarkoaga - 1 C/ Camino Ibarsusi - Calle Tellería - Correspondances : - Bilbobus : 30 (Dimanche avant 15:00) - Bizkaibus : A2610, A3613, A3621, A3622, A3918, A3928, A3929 - Remarques : En 2012, quand la ligne 3 du métro sera opérationnelle, la desserte de cette station par les trains EuskoTren cessera, au profit des nouvelles infrastructures créées pour le métro. Les voies ne seront pas laissées à l'abandon et seront utilisées pour une future desserte du tramway. |                                                 |                                                 |                                                 | | |                                                   |                                                    |                                                    | |
| Basarrate (43° 15′ 02″ N, 2° 54′ 41″ O) |                                                 |                                                 |                                                 | | |                                                   |                                                    |                                                    | |
| Plentzia ⇄ Santutxu L1 Bolueta ⇄ Etxebarri | Plentzia ⇄ Santutxu L1 Bolueta ⇄ Etxebarri      | Plentzia ⇄ Santutxu L1 Bolueta ⇄ Etxebarri      | Plentzia ⇄ Santutxu L1 Bolueta ⇄ Etxebarri      | Plentzia ⇄ Santutxu L1 Bolueta ⇄ Etxebarri                                                                             | Santurtzi ⇄ Santutxu L2 Bolueta ⇄ Basauri                                                                              | Santurtzi ⇄ Santutxu L2 Bolueta ⇄ Basauri         | Santurtzi ⇄ Santutxu L2 Bolueta ⇄ Basauri          | Santurtzi ⇄ Santutxu L2 Bolueta ⇄ Basauri          | |
| Ouverture 05/07/1997 | Commune Bilbao, Santutxu                        | Voies 2                                         | Quais 2                                         | Propriétaire Consortium de Transportes de Bizkaia Exploitant Metro Bilbao S.A.                                         | Propriétaire Consortium de Transportes de Bizkaia Exploitant Metro Bilbao S.A.                                         | Aménagements                                      | Nombre d'entrées Classement 2 238 321 (2011) ?e/38 | Nombre d'entrées Classement 2 238 321 (2011) ?e/38 | |
| - Accès : - 3 C/ Pintor Losada - Campa de Basarrate (sortie Basarrate) - coin C/ Iturriaga, Marqués Laurentin (sortie Ascenseur Iturriaga) - Correspondances : - Remarques : |                                                 |                                                 |                                                 | | |                                                   |                                                    |                                                    | |
| Santutxu (43° 15′ 20″ N, 2° 54′ 47″ O) |                                                 |                                                 |                                                 | | |                                                   |                                                    |                                                    | |
| Plentzia ⇄ Casco Viejo L1 Basarrate ⇄ Etxebarri | Plentzia ⇄ Casco Viejo L1 Basarrate ⇄ Etxebarri | Plentzia ⇄ Casco Viejo L1 Basarrate ⇄ Etxebarri | Plentzia ⇄ Casco Viejo L1 Basarrate ⇄ Etxebarri | Plentzia ⇄ Casco Viejo L1 Basarrate ⇄ Etxebarri                                                                        | Santurtzi ⇄ Casco Viejo L2 Basarrate ⇄ Basauri                                                                         | Santurtzi ⇄ Casco Viejo L2 Basarrate ⇄ Basauri    | Santurtzi ⇄ Casco Viejo L2 Basarrate ⇄ Basauri     | Santurtzi ⇄ Casco Viejo L2 Basarrate ⇄ Basauri     | |
| Ouverture 05/07/1997 | Commune Bilbao, Santutxu                        | Voies 2                                         | Quais 2                                         | Propriétaire Consortium de Transportes de Bizkaia Exploitant Metro Bilbao S.A.                                         | Propriétaire Consortium de Transportes de Bizkaia Exploitant Metro Bilbao S.A.                                         | Aménagements                                      | Nombre d'entrées Classement 4 832 327 (2011) 7e/38 | Nombre d'entrées Classement 4 832 327 (2011) 7e/38 | |
| - Accès : - 53 C/ Zabalbide, (sortie Zabalbide) - 6 C/ Tenor Fagoaga, (sortie Karmelo) - 12 C/ Karmelo, coin Santo Rosario (sortie Karmelo) - Correspondances : - Remarques : |                                                 |                                                 |                                                 | | |                                                   |                                                    |                                                    | |
| Casco Viejo (métro de Bilbao) - Zazpi Kaleak (EuskoTren) - Arriaga (EuskoTran à 350 mètres) (43° 15′ 36″ N, 2° 55′ 20″ O) |                                                 |                                                 |                                                 | | |                                                   |                                                    |                                                    | |
| Plentzia ⇄ Abando L1 Santutxu ⇄ Etxebarri | Plentzia ⇄ Abando L1 Santutxu ⇄ Etxebarri       | Santurtzi ⇄ Abando L2 Santutxu ⇄ Basauri        | Santurtzi ⇄ Abando L2 Santutxu ⇄ Basauri        | Matiko ⇄ Uribarri L3 Zurbaranbarri ⇄ San Antonio                                                                       | Matiko ⇄ Uribarri L3 Zurbaranbarri ⇄ San Antonio                                                                       | La Casilla ⇄ Abando A Ribera ⇄ Bilbao-Atxuri      | Deusto ⇄ Zumalakarregi 4 Ola ⇄ Lezama              | Deusto ⇄ Zumalakarregi 4 Ola ⇄ Lezama              | |
| Ouverture --/--/1996 | Commune Bilbao, Begoña                          | Voies 6                                         | Quais 6                                         | Propriétaire Consortium de Transportes de Bizkaia Gouvernement basque Exploitant Metro Bilbao S.A. EuskoTren EuskoTran | Propriétaire Consortium de Transportes de Bizkaia Gouvernement basque Exploitant Metro Bilbao S.A. EuskoTren EuskoTran | Aménagements                                      | Nombre d'entrées Classement 6 388 989 (2011) ?e/38 | Nombre d'entrées Classement 6 388 989 (2011) ?e/38 | |
| - Accès : - 3 Plaza San Nicolás, (sortie S. Nicolás - EuskoTren) - 1 Plaza Miguel de Unamuno, (sortie Unamuno) - Mallona, 28 Barrio La Cruz, (sortie Begoña). - Correspondances : - Remarques : |                                                 |                                                 |                                                 | | |                                                   |                                                    |                                                    | |
| Abando |                                                 |                                                 |                                                 | | |                                                   |                                                    |                                                    | |
| Plentzia ⇄ Moyua L1 Casco Viejo ⇄ Etxebarri | Plentzia ⇄ Moyua L1 Casco Viejo ⇄ Etxebarri     | Plentzia ⇄ Moyua L1 Casco Viejo ⇄ Etxebarri     | Santurtzi ⇄ Moyua L2 Casco Viejo ⇄ Basauri      | Santurtzi ⇄ Moyua L2 Casco Viejo ⇄ Basauri                                                                             | Santurtzi ⇄ Moyua L2 Casco Viejo ⇄ Basauri                                                                             | La Casilla ⇄ Pío Baroja A Arriaga ⇄ Bilbao-Atxuri | La Casilla ⇄ Pío Baroja A Arriaga ⇄ Bilbao-Atxuri  | La Casilla ⇄ Pío Baroja A Arriaga ⇄ Bilbao-Atxuri  | |
| Ouverture 11/11/1995 | Commune Bilbao, Abando                          | Voies 4                                         | Quais 4                                         | Propriétaire Consortium de Transportes de Bizkaia Gouvernement basque Exploitant Metro Bilbao S.A. EuskoTran           | Propriétaire Consortium de Transportes de Bizkaia Gouvernement basque Exploitant Metro Bilbao S.A. EuskoTran           | Aménagements                                      | Nombre d'entrées Classement 6 261 471 (2011) ?e/38 | Nombre d'entrées Classement 6 261 471 (2011) ?e/38 | |
| - Accès : - 1 C/ Berastegi, (sortie Berastegi) - 1 Gran Vía (Plaza Circular), (sortie Gran Vía Plaza Circular) - 1 Gran Vía (Plaza Circular), (sortie Gran Vía Plaza Circular). - Une autre sortie la relie à la gare ADIF, permettant ainsi la correspondance avec les Cercanías de la Renfe. - Correspondances : - Cercanías Renfe : - Feve : B1, R3, R3b, R4, T1 - Bilbobus : 01, 03, 10, 26, 30, 40, 50, 56, 58, 62, 71, 72, 75, 77, 85, A1, A2, A5, G2, G3, G4, G5, G6, G7, G8 - Bizkaibus : A2314, A2322, A2324, A3115, A3122, A3136, A3137, A3144, A3151, A3152, A3336, A3337, A3514, A3515, A3911, A3912, A3917, A3925 - Remarques : |                                                 |                                                 |                                                 | | |                                                   |                                                    |                                                    | |
| Moyua (43° 15′ 46″ N, 2° 56′ 02″ O) |                                                 |                                                 |                                                 | | |                                                   |                                                    |                                                    | |
| Plentzia ⇄ Indautxu L1 Abando ⇄ Etxebarri | Plentzia ⇄ Indautxu L1 Abando ⇄ Etxebarri       | Plentzia ⇄ Indautxu L1 Abando ⇄ Etxebarri       | Santurtzi ⇄ Indautxu L2 Abando ⇄ Basauri        | Santurtzi ⇄ Indautxu L2 Abando ⇄ Basauri                                                                               | Santurtzi ⇄ Indautxu L2 Abando ⇄ Basauri                                                                               | Matiko ⇄ Plaza Euskadi L4 Zabalburu ⇄ Rekalde     | Matiko ⇄ Plaza Euskadi L4 Zabalburu ⇄ Rekalde      | Matiko ⇄ Plaza Euskadi L4 Zabalburu ⇄ Rekalde      | |
| Ouverture 11/11/1995 | Commune Bilbao                                  | Voies 2                                         | Quais 2                                         | Propriétaire Consortium de Transportes de Bizkaia Exploitant Metro Bilbao S.A.                                         | Propriétaire Consortium de Transportes de Bizkaia Exploitant Metro Bilbao S.A.                                         | Aménagements                                      | Nombre d'entrées Classement 6 392 082 (2011) ?e/38 | Nombre d'entrées Classement 6 392 082 (2011) ?e/38 | |
| - Accès : - C/ Diputación, 8 (sortie Députation) - 1 Plaza Federico Moyúa, (sortie Ercilla/Guggenheim) - 3 Plaza Federico Moyúa, (sortie Elcano) - 37 C/ Gran Vía, (sortie Ercilla/Guggenheim) - Correspondances : - Bizkaibus : A3247 - Remarques : |                                                 |                                                 |                                                 | | |                                                   |                                                    |                                                    | |
| Indautxu (43° 15′ 41″ N, 2° 56′ 30″ O) |                                                 |                                                 |                                                 | | |                                                   |                                                    |                                                    | |
| Plentzia ⇄ San Mamés L1 Moyua ⇄ Etxebarri | Plentzia ⇄ San Mamés L1 Moyua ⇄ Etxebarri       | Plentzia ⇄ San Mamés L1 Moyua ⇄ Etxebarri       | Plentzia ⇄ San Mamés L1 Moyua ⇄ Etxebarri       | Plentzia ⇄ San Mamés L1 Moyua ⇄ Etxebarri                                                                              | Santurtzi ⇄ San Mamés L2 Moyua ⇄ Basauri                                                                               | Santurtzi ⇄ San Mamés L2 Moyua ⇄ Basauri          | Santurtzi ⇄ San Mamés L2 Moyua ⇄ Basauri           | Santurtzi ⇄ San Mamés L2 Moyua ⇄ Basauri           | |
| Ouverture 11/11/1995 | Commune Bilbao, Indautxu                        | Voies 2                                         | Quais 2                                         | Propriétaire Consortium de Transportes de Bizkaia Exploitant Metro Bilbao S.A.                                         | Propriétaire Consortium de Transportes de Bizkaia Exploitant Metro Bilbao S.A.                                         | Aménagements                                      | Nombre d'entrées Classement 6 382 162 (2011) ?e/38 | Nombre d'entrées Classement 6 382 162 (2011) ?e/38 | |
| - Accès : - Plaza Indautxu, Galerías Comerciales (sortie Urquijo) - 33 C/ Dr. Areilza, (sortie Areilza) - 25 C/ Dr. Areilza, coin Alda. Urkijo (sortie ascenseur Areilza) - Correspondances : - Bizkaibus : A3247 - Remarques : |                                                 |                                                 |                                                 | | |                                                   |                                                    |                                                    | |
| San Mamés (43° 15′ 45″ N, 2° 56′ 51″ O) |                                                 |                                                 |                                                 | | |                                                   |                                                    |                                                    | |
| Plentzia ⇄ Deusto L1 Indautxu ⇄ Etxebarri | Plentzia ⇄ Deusto L1 Indautxu ⇄ Etxebarri       | Plentzia ⇄ Deusto L1 Indautxu ⇄ Etxebarri       | Santurtzi ⇄ Deusto L2 Indautxu ⇄ Basauri        | Santurtzi ⇄ Deusto L2 Indautxu ⇄ Basauri                                                                               | Santurtzi ⇄ Deusto L2 Indautxu ⇄ Basauri                                                                               | La Casilla A Gare Sabino Arana ⇄ Bilbao-Atxuri    | La Casilla A Gare Sabino Arana ⇄ Bilbao-Atxuri     | La Casilla A Gare Sabino Arana ⇄ Bilbao-Atxuri     | |
| Ouverture 11/11/1995 | Commune Bilbao                                  | Voies 4                                         | Quais 4                                         | Propriétaire Consortium de Transportes de Bizkaia Gouvernement basque Exploitant Metro Bilbao S.A. EuskoTran           | Propriétaire Consortium de Transportes de Bizkaia Gouvernement basque Exploitant Metro Bilbao S.A. EuskoTran           | Aménagements                                      | Nombre d'entrées Classement 5 852 299 (2011) ?e/38 | Nombre d'entrées Classement 5 852 299 (2011) ?e/38 | |
| - Accès : - 17 C/ Sabino Arana, (sortie Sabino Arana) - 23 C/ Luis Briñas, (sortie Briñas - Termibus - Renfe) - 13 C/ Luis Briñas, coin Alameda Urkijo (sortie Briñas) - Correspondances : - Cercanías Renfe : - Bilbobus : Termibús - Bizkaibus : Termibús - Remarques : |                                                 |                                                 |                                                 | | |                                                   |                                                    |                                                    | |
| Deusto (43° 16′ 17″ N, 2° 57′ 00″ O) |                                                 |                                                 |                                                 | | |                                                   |                                                    |                                                    | |
| Plentzia ⇄ Sarriko L1 San Mamés ⇄ Etxebarri | Plentzia ⇄ Sarriko L1 San Mamés ⇄ Etxebarri     | Plentzia ⇄ Sarriko L1 San Mamés ⇄ Etxebarri     | Plentzia ⇄ Sarriko L1 San Mamés ⇄ Etxebarri     | Plentzia ⇄ Sarriko L1 San Mamés ⇄ Etxebarri                                                                            | Santurtzi ⇄ Sarriko L2 San Mamés ⇄ Basauri                                                                             | Santurtzi ⇄ Sarriko L2 San Mamés ⇄ Basauri        | Santurtzi ⇄ Sarriko L2 San Mamés ⇄ Basauri         | Santurtzi ⇄ Sarriko L2 San Mamés ⇄ Basauri         | |
| Ouverture 11/11/1995 | Commune Bilbao, Deusto                          | Voies 2                                         | Quais 2                                         | Propriétaire Consortium de Transportes de Bizkaia Exploitant Metro Bilbao S.A.                                         | Propriétaire Consortium de Transportes de Bizkaia Exploitant Metro Bilbao S.A.                                         | Aménagements                                      | Nombre d'entrées Classement 4 713 708 (2011) ?e/38 | Nombre d'entrées Classement 4 713 708 (2011) ?e/38 | |
| - Accès : - 29 C/ Lehendakari Agirre, (sortie Lehendakari Agirre) - 10 C/ Iruña, (sortie Iruña) - 12 C/ Iruña, coin Lehendakari Agirre (sortie Iruña) - Correspondances : - Remarques : |                                                 |                                                 |                                                 | | |                                                   |                                                    |                                                    | |
| Sarriko (43° 16′ 29″ N, 2° 57′ 32″ O) | Sarriko (43° 16′ 29″ N, 2° 57′ 32″ O)           | Sarriko (43° 16′ 29″ N, 2° 57′ 32″ O)           | Sarriko (43° 16′ 29″ N, 2° 57′ 32″ O)           | Sarriko (43° 16′ 29″ N, 2° 57′ 32″ O)                                                                                  | Sarriko (43° 16′ 29″ N, 2° 57′ 32″ O)                                                                                  | Sarriko (43° 16′ 29″ N, 2° 57′ 32″ O)             | Sarriko (43° 16′ 29″ N, 2° 57′ 32″ O)              | Sarriko (43° 16′ 29″ N, 2° 57′ 32″ O)              | L'unique entrée est une marquise de cristal. · Les mêmes escalators, mais vus d'en haut. · Les escalators vus depuis les quais. |
| Plentzia ⇄ San Inazio L1 Deusto ⇄ Etxebarri | Plentzia ⇄ San Inazio L1 Deusto ⇄ Etxebarri     | Plentzia ⇄ San Inazio L1 Deusto ⇄ Etxebarri     | Plentzia ⇄ San Inazio L1 Deusto ⇄ Etxebarri     | Plentzia ⇄ San Inazio L1 Deusto ⇄ Etxebarri                                                                            | Santurtzi ⇄ San Inazio L2 Deusto ⇄ Basauri                                                                             | Santurtzi ⇄ San Inazio L2 Deusto ⇄ Basauri        | Santurtzi ⇄ San Inazio L2 Deusto ⇄ Basauri         | Santurtzi ⇄ San Inazio L2 Deusto ⇄ Basauri         | L'unique entrée est une marquise de cristal. · Les mêmes escalators, mais vus d'en haut. · Les escalators vus depuis les quais. |
| Ouverture 11/11/1995 | Commune Bilbao, Ibarrekolanda                   | Voies 2                                         | Quais 2                                         | Propriétaire Consortium de Transportes de Bizkaia Exploitant Metro Bilbao S.A.                                         | Propriétaire Consortium de Transportes de Bizkaia Exploitant Metro Bilbao S.A.                                         | Aménagements                                      | Nombre d'entrées Classement 2 547 779 (2011) ?e/38 |                                                    | L'unique entrée est une marquise de cristal. · Les mêmes escalators, mais vus d'en haut. · Les escalators vus depuis les quais. |
| - Accès : - 2 C/ Benidorm, angle de Lehendakari Aguirre (sortie Ibarrekolanda) - 2 C/ Benidorm, angle de Lehendakari Aguirre (sortie Ibarrekolanda) - Correspondances : - Remarques : Elle se situe près de la Faculté de sciences économiques (Facultad de Ciencias Económicas et Empresariales) éponyme de l'UPV-EHU (Université du Pays Basque). Avec sa marquise de cristal, elle a permis au réseau d'obtenir un Brunel Award |                                                 |                                                 |                                                 | | |                                                   |                                                    |                                                    | L'unique entrée est une marquise de cristal. · Les mêmes escalators, mais vus d'en haut. · Les escalators vus depuis les quais. |
| San Inazio (43° 16′ 53″ N, 2° 57′ 45″ O) |                                                 |                                                 |                                                 | | |                                                   |                                                    |                                                    | |
| Plentzia ⇄ Lutxana L1 Sarriko ⇄ Etxebarri | Plentzia ⇄ Lutxana L1 Sarriko ⇄ Etxebarri       | Plentzia ⇄ Lutxana L1 Sarriko ⇄ Etxebarri       | Plentzia ⇄ Lutxana L1 Sarriko ⇄ Etxebarri       | Plentzia ⇄ Lutxana L1 Sarriko ⇄ Etxebarri                                                                              | Santurtzi ⇄ Gurutzeta/Cruces L2 Sarriko ⇄ Basauri                                                                      | Santurtzi ⇄ Gurutzeta/Cruces L2 Sarriko ⇄ Basauri | Santurtzi ⇄ Gurutzeta/Cruces L2 Sarriko ⇄ Basauri  | Santurtzi ⇄ Gurutzeta/Cruces L2 Sarriko ⇄ Basauri  | |
| Ouverture 11/11/1995 | Commune Bilbao, San Ignacio                     | Voies 3                                         | Quais 1 latéral, 1 central                      | Propriétaire Consortium de Transportes de Bizkaia Exploitant Metro Bilbao S.A.                                         | Propriétaire Consortium de Transportes de Bizkaia Exploitant Metro Bilbao S.A.                                         | Aménagements                                      | Nombre d'entrées Classement 2 330 358 (2011) ?e/38 | Nombre d'entrées Classement 2 330 358 (2011) ?e/38 | |
| - Accès : - C/ Lehendakari Aguirre, 162 (sortie Lekeitio) - C/ Lehendakari Aguirre, 167 (sortie García Alonso) - C/ Lehendakari Aguirre, 179 (sortie Asturias) - Plaza Levante, 2 (sortie Est) - C/Lehendakari Aguirre, 170, coin de la Plaza Est(sortie Est) - Correspondances : - BilboBus : 10, 13, 18, 71 - Remarques : |                                                 |                                                 |                                                 | | |                                                   |                                                    |                                                    | |

### Ligne 3
| Caractéristiques | Caractéristiques           | Caractéristiques | Caractéristiques | Caractéristiques                                      | Caractéristiques                                      | Caractéristiques | Caractéristiques            | Caractéristiques | Image |
| --- | -------------------------- | ---------------- | ---------------- | ----------------------------------------------------- | ----------------------------------------------------- | ---------------- | --------------------------- | ---------------- | ----- |
| Otxarkoaga |                            |                  |                  |                                                       |                                                       |                  |                             |                  |       |
| Matiko ⇄ Txurdinaga L3⇄ San Antonio                                                                                               |                            |                  |                  |                                                       |                                                       |                  |                             |                  |       |
| Ouverture 08/04/2017 | Commune Bilbao, Otxarkoaga | Voies 2          | Quais ?          | Propriétaire Gouvernement basque Exploitant EuskoTren | Propriétaire Gouvernement basque Exploitant EuskoTren | Aménagements     | Nombre d'entrées Classement | Zone tarifaire   |       |
| - Accès : - Place Kepa Enbeitia - Calle (rue) Lozoño - Calle (rue) Langaran - Avenue Pau Casals - Correspondances : - Remarques : |                            |                  |                  |                                                       |                                                       |                  |                             |                  |       |
| Txurdinaga |                            |                  |                  |                                                       |                                                       |                  |                             |                  |       |
| Matiko ⇄ Zurbaranbarri L3 Txurdinaga ⇄ San Antonio                                                                                |                            |                  |                  |                                                       |                                                       |                  |                             |                  |       |
| Ouverture 08/04/2017 | Commune Bilbao, Txurdinaga | Voies 2          | Quais ?          | Propriétaire Gouvernement basque Exploitant EuskoTren | Propriétaire Gouvernement basque Exploitant EuskoTren | Aménagements     | Nombre d'entrées Classement | Zone tarifaire   |       |
| - Accès : - Jardines Leah Manning - Av. Gabriel Aresti - Av. Gabriel Aresti - Correspondances : - Remarques :                     |                            |                  |                  |                                                       |                                                       |                  |                             |                  |       |